# Dežerice
Dežerice es un municipio del distrito de Bánovce nad Bebravou en la región de Trenčín, Eslovaquia, con una población estimada a final del año 2024 de 1150 habitantes.
Se encuentra ubicado en el centro-sur de la región, cerca del río Bebrava (cuenca hidrográfica del río Danubio) y de la frontera con la región de Nitra.

## Demografía
| Año        | 1994 | 2004    | 2014     | 2024     |
| ---------- | ---- | ------- | -------- | -------- |
| Población  | 573  | 613     | 763      | 1150     |
| Diferencia |      | +6,98 % | +24,46 % | +50,72 % |

| Año        | 2023 | 2024    |
| ---------- | ---- | ------- |
| Población  | 1137 | 1150    |
| Diferencia |      | +1,14 % |